# 由布武三郎
由布 武三郎（ゆふ たけさぶろう、文久2年2月24日（1862年3月24日） - 大正15年（1926年）2月22日）は、日本の判事・弁護士。錦鶏間祗候。

## 経歴
福岡県出身。熊本バンドのメンバー。1881年（明治14年）、東京大学法学部を卒業。始審裁判所判事、上等裁判所判事、重罪裁判所裁判官、控訴院評定官、地方裁判所所長を歴任した。その後、文部省に転じ、参事官、視学官、高等商業学校（現在の一橋大学）校長などを務めた。1897年（明治30年）、行政裁判所評定官に任じられ、1910年（明治43年）に退官した。退官後は弁護士を開業した。1918年（大正7年）12月16日、錦鶏間祗候を仰せ付けられた。

## 栄典
- 1884年（明治17年）2月21日 - 従七位[4]
- 1886年（明治19年）11月27日 - 正七位[5]
- 1894年（明治27年）2月28日 - 正六位[6]
- 1911年（明治44年）1月31日 - 従三位[7]